# Оливер, Бернард
Бернард Оливер ((англ. Bernard More Oliver), или Барни Оливер (англ. Barney Oliver), 17 мая 1916 — 23 ноября 1995) — американский учёный и инженер. Его работы охватывали широкие области инженерных наук и прикладной физики, включая радары, телевидение и компьютерные технологии. Основатель и директор лаборатории Hewlett-Packard (англ. HP Labs) и вице-президент по исследованиям вплоть до своего выхода на пенсию в 1981 году.

## Биография
Родился в Сокеле, статистически обособленной местности округа Санта-Круз в Калифорнии, США. Здесь же, на ферме прошло его детство. Родители Оливера окончили Калифорнийский университет в Беркли, отец был инженером-строителем, а мать — учительницей. По окончании школы, Бернард поступил в Калифорнийский технологический институт, однако, не доучился, перейдя в Стэнфорд под научное руководство Фредерика Термана, где и получил первую свою учёную степень в возрасте 19 лет. Затем вернулся в Калтех, закончил обучение и защитил докторскую диссертацию в 1940 году.
Свою карьеру Оливер начал в Bell Telephone Laboratories в Нью-Йорке. Первые работы были в области телевидения, однако со вступлением США во Вторую мировую войну Оливер обратил своё внимание на развитие радаров. Также работал вместе с Клодом Шенноном и Джоном Пирсом над импульсно-кодовой модуляцией. После 12 лет успешной работы в Bell Labs, Оливер перешёл в новую электротехническую компанию, организованную Уильямом Хьюлеттом и Дэвидом Паккардом в Пало-Альто, таким образом встав у истоков одной из самых успешных компаний в мире электроники — Hewlett-Packard. К 1957 году Оливер стал вице-президентом компании по исследованиям и членом совета директоров. Под его руководством были разработаны и выпущены в свет первые микрокалькуляторы. И даже проработав 28 лет в компании и выйдя на пенсию, Оливер до самой смерти оставался ценным консультантом HP.
Бернард Оливер кроме основной деятельности в Bell Labs и HP увлечённо занимался исследованиями во многих сферах деятельности:
- Основал компанию Biosys, специализирующуюся в сельском хозяйстве;
- Активно участвовал в проекте SETI[2][3], а вместе с Джоном Биллингхэмом[англ.] был одним из организаторов проекта «Циклоп», до конца неосуществлённого из-за недостатка финансирования. Проект предполагал создание гигантской сети из 1500 радиотелескопов, которые могли бы исследовать космос в поисках «подозрительных» сигналов в радиусе тысячи световых лет[4];
- Работал консультантом при разработке и внедрении системы скоростных электропоездов Bay Area Rapid Transit;
- В 1965 году был выбран президентом IEEE[5];
- Оказывал значительную поддержку, в том числе и финансовую, образовательным и научным учреждениям, в частности Калифорнийскому университету в Санта-Крузе, музею Эксплораториум в Сан-Франциско, обсерватории Аллегейни.

## Награды и признание
- 1960 год — в честь учёного назван вновь открытый астероид (2177) Оливер[англ.]
- 1977 год — Медаль Ламме
- 1986 год — Национальная научная медаль США
- 2004 год — введён в Национальный зал славы изобретателей[1].